# Kickxia judaica
Kickxia judaica är en grobladsväxtart som beskrevs av Avinoam Danin. Kickxia judaica ingår i släktet spjutsporrar, och familjen grobladsväxter. Inga underarter finns listade i Catalogue of Life.